# Grand Prix Formule 1 van Monaco 1993
De Grand Prix Formule 1 van Monaco 1993 werd gehouden op 23 mei 1993 in Monaco.

## Verslag
Ayrton Senna won voor de zesde maal de Grand Prix van Monaco, een absoluut record. Hij deed dit door middel van een aantal slimme tactische keuzes en door maximum gebruik te maken van zijn relatief oncompetitieve McLaren-Ford.

## Uitslag
| Positie | Nummer | Rijder               | Team                  | Ronden | Tijd/Opgave     | Startplaats | Punten |
| ------- | ------ | -------------------- | --------------------- | ------ | --------------- | ----------- | ------ |
| 1       | 8      | Ayrton Senna         | McLaren-Ford          | 78     | 1:52:10.947     | 3           | 10     |
| 2       | 0      | Damon Hill           | Williams-Renault      | 78     | +52.118         | 4           | 6      |
| 3       | 27     | Jean Alesi           | Ferrari               | 78     | +1:03.362       | 5           | 4      |
| 4       | 2      | Alain Prost          | Williams-Renault      | 77     | +1 Ronde        | 1           | 3      |
| 5       | 23     | Christian Fittipaldi | Minardi-Ford          | 76     | +2 Rondes       | 17          | 2      |
| 6       | 25     | Martin Brundle       | Ligier-Renault        | 76     | +2 Rondes       | 13          | 1      |
| 7       | 11     | Alessandro Zanardi   | Lotus-Ford            | 76     | +2 Rondes       | 20          |        |
| 8       | 7      | Michael Andretti     | McLaren-Ford          | 76     | +2 Rondes       | 9           |        |
| 9       | 14     | Rubens Barrichello   | Jordan-Hart           | 76     | +2 Rondes       | 16          |        |
| 10      | 4      | Andrea de Cesaris    | Tyrrell-Yamaha        | 76     | +2 Rondes       | 19          |        |
| 11      | 24     | Fabrizio Barbazza    | Minardi-Ford          | 75     | +3 Rondes       | 25          |        |
| 12      | 19     | Philippe Alliot      | Larrousse-Lamborghini | 75     | +3 Rondes       | 15          |        |
| 13      | 29     | Karl Wendlinger      | Sauber                | 74     | +4 Rondes       | 8           |        |
| 14      | 28     | Gerhard Berger       | Ferrari               | 70     | Ongeluk         | 7           |        |
| NF      | 12     | Johnny Herbert       | Lotus-Ford            | 61     | Versnellingsbak | 14          |        |
| NF      | 6      | Riccardo Patrese     | Benetton-Ford         | 53     | Motor           | 6           |        |
| NF      | 20     | Érik Comas           | Larrousse-Lamborghini | 51     | Motor           | 10          |        |
| NF      | 10     | Aguri Suzuki         | Arrows-Mugen-Honda    | 46     | Spin            | 18          |        |
| NF      | 9      | Derek Warwick        | Arrows-Mugen-Honda    | 43     | Gaspedaal       | 12          |        |
| NF      | 5      | Michael Schumacher   | Benetton-Ford         | 32     | Hydraulica      | 2           |        |
| NF      | 3      | Ukyo Katayama        | Tyrrell-Yamaha        | 31     | Motor           | 22          |        |
| NF      | 21     | Michele Alboreto     | Lola-Ferrari          | 28     | Versnellingsbak | 24          |        |
| NF      | 30     | JJ Lehto             | Sauber                | 23     | Ongeluk         | 11          |        |
| NF      | 15     | Thierry Boutsen      | Jordan-Hart           | 12     | Ophanging       | 23          |        |
| NF      | 26     | Mark Blundell        | Ligier-Renault        | 3      | Spin            | 21          |        |
| NQ      | 22     | Luca Badoer          | Lola-Ferrari          |        |                 |             |        |

## Wetenswaardigheden
- Prost kreeg een sanctie voor een valse start.

## Statistieken
| Pole-position | Alain Prost | Williams-Renault | 1:20.557 |
| Snelste ronde | Alain Prost | Williams-Renault | 1:23.604 |

## Noot
- Dit was de vijfde opeenvolgende overwinning van de Grote Prijs van Monaco en de zesde in totaal voor Ayrton Senna, en hiermee vestigde hij een nieuw record. Hij verbrak het oude record van Graham Hill (5), gevestigd tijdens de Grote Prijs van Monaco van 1969.

1929 · 1930 · 1931 · 1932 · 1933 · 1934 · 1935 · 1936 · 1937 · 1948 · 1950 · 1955 · 1956 · 1957 · 1958 · 1959 · 1960 · 1961 · 1962 · 1963 · 1964 · 1965 · 1966 · 1967 · 1968 · 1969 · 1970 · 1971 · 1972 · 1973 · 1974 · 1975 · 1976 · 1977 · 1978 · 1979 · 1980 · 1981 · 1982 · 1983 · 1984 · 1985 · 1986 · 1987 · 1988 · 1989 · 1990 · 1991 · 1992 · 1993 · 1994 · 1995 · 1996 · 1997 · 1998 · 1999 · 2000 · 2001 · 2002 · 2003 · 2004 · 2005 · 2006 · 2007 · 2008 · 2009 · 2010 · 2011 · 2012 · 2013 · 2014 · 2015 · 2016 · 2017 · 2018 · 2019 · 2020 · 2021 · 2022 · 2023 · 2024 · 2025